# Edessaikos
Athlitikos Syllogos Edessaikos (Grieks: Α.Σ. Εδεσσαϊκός) is een Griekse voetbalclub uit Edessa.
De club werd in 1959 opgericht toen de lokale clubs Aris, Iraklis, en Ethnikos fuseerden. Tussen 1993 en 1997 speelde de club in de Alpha Ethniki. Sinds Edessaikos in 2010 uit de Delta Ethniki degradeerde, speelt de club op het vijfde niveau. In 1993 won Edessaikos de Balkan Cup door in de finale het Bulgaarse Etar Veliko Tarnovo te verslaan

## Erelijst
- Beta Ethniki: 1963, 1965
- Balkan Cup: 1993